# Arnold Bax
Arnold Edward Trevor Bax, KCVO (8 de novembro de 1883 – Cork, 3 de outubro de 1953), foi um compositor e poeta inglês.
Seu estilo musical mistura elementos do Romantismo e Impressionismo, sempre com uma forte influência celta. Sua pontuação orquestral é notada pela sua complexidade e colorido instrumental. As poesias e histórias, que escrevia sob o pseudônimo de Dermot O'Byrne, refletem a sua profunda afinidade com o poeta irlandês William Butler Yeats e são em grande medida redigidas na tradição da Literatura Revivalista irlandesa.

## Vida

### Os primeiros anos
Arnold Bax nasceu em Pendennis Road, Streatham, Londres, de uma família de classe média de ascendência holandesa. Cresceu em Ivy Bank, uma mansão de Haverstock Hill, Hampstead assistiu em Heath Mount School.

## Obras

### Ballets
- Tamara (1911, orch. 2000)
- From Dusk till Dawn (1917)
- The Truth about the Russian Dancers (1920)

### Orquestral

#### Sinfonias
- Symphony No. 1 (1922)
- Symphony No. 2 (1926)
- Symphony No. 3 (1929)
- Symphony No. 4 (1931)
- Symphony No. 5 (1932)
- Symphony No. 6 (1935)
- Symphony No. 7 (1939)

#### Poemas musicados
- Cathaleen-ni-Hoolihan (1905)
- Into The Twilight (1908)
- In The Faery Hills (1909)
- Rosc-catha (1910)
- Christmas Eve (1912, revised c.1921)
- Nympholept (1912, orch. 1915, revised 1935)
- The Garden of Fand (1913, orch. 1916)
- Spring Fire (1913)
- In Memoriam (1916)
- November Woods (1917)
- Tintagel (1917, orch. 1919)
- Summer Music (1917, orch. 1921, revised 1932)
- The Happy Forest (1922)
- The Tale the Pine Trees Knew (1931)
- Northern Ballad No. 1 (1927)
- Northern Ballad No. 2 (1934)
- Prelude for a Solemn Occasion (Northern Ballad No. 3) (1927, orch. 1933)
- A Legend (1944)

#### Outra obra orquestral
- Variations for Orchestra (Improvisations) (1904)
- A Song of War & Victory (1905)
- On the Sea Shore (1908, orch. 1984)
- Festival Overture (1911, revised 1918)
- Dance of Wild Irravel (1912)
- Four Orchestral Pieces (1912-13)
- Three Pieces for Small Orchestra (1913, revised 1928)
- Symphonic Scherzo (1917, revised 1933)
- Russian Suite (1919)
- Mediterranean (1922)
- Cortège (1925)
- Romantic Overture (1926)
- Overture, Elegy and Rondo (1927)
- Three Pieces (1928)
- Overture to a Picaresque Comedy (1930)
- Sinfonietta (1932)
- Saga Fragment (1932)
- Rogue's Comedy Overture (1936)
- Overture to Adventure (1936)
- London Pageant (1937)
- Paean (1938)
- Salute to Sydney (Fanfare) (1943)
- Work in Progress (Overture) (1943)
- Victory March (1945)
- The Golden Eagle (Incidental Music) (1945)
- Two Royal Wedding Fanfares (1947)
- Coronation March (1952)

### Concertante
- Symphonic Variations, for piano and orchestra (1918)
- Phantasy for Viola and Orchestra (1920)
- Winter Legends, for piano and orchestra (1930)
- Cello Concerto (1932)
- Violin Concerto (1938)
- Piano Concertino (1939)
- Morning Song, for piano and orchestra (1946)
- Concertante for Three Solo Instruments and Orchestra (1949)
- Concertante for Orchestra with Piano (Left Hand) (1949)
- Variations on the name Gabriel Fauré for Harp & String Orchestra (1949)

### Câmara

#### 1
- Valse, for harp (1931)
- Rhapsodic Ballad, for cello (1939)

#### 2
- Violin
  - Violin Sonata No. 1 (1910)
  - Legend, for violin and piano, in one movement (1915)
  - Violin Sonata No. 2 (1915, revised 1922)
  - Ballad, for violin and piano (1916)
  - Violin Sonata No. 3 (1927)
  - Ballad, for violin and piano (1929)
  - Violin Sonata in F (1928)

- Viola
  - Concert Piece for Viola and Piano (1904)
  - Viola Sonata (1922)
  - Legend, for viola and piano (1929)

- Cello
  - Folk-Tale, for cello & piano (1918)
  - Cello Sonata (1923)
  - Cello Sonatina (1933)
  - Legend-Sonata, for cello & piano (1943)

- Four Pieces for Flute and Piano (1912, revised 1915 & 1945)
- Clarinet Sonata (1934)
- Fantasy Sonata, for viola & harp (1927)
- Sonata for Flute and Harp (1928)

#### 3
- Trio in One Movement for Piano, Violin, and Viola (1906)
- Elegiac Trio, for flute, viola, and harp (1916)
- Piano Trio in Bb (1946)

#### 4
- String Quartet No. 1 in G major (1918)
- Piano Quartet, in one movement (1922)
- String Quartet No. 2 (1925)
- String Quartet No. 3 in F (1936)

#### 5
- Quintet in G (1908)
- Piano Quintet in G minor (1915)
- Quintet for Harp and Strings, in one movement (1919)
- Oboe Quintet (1922)
- String Quintet, in one movement (1933)
- Quintet for harp and strings from the Sibley Music Library Digital Score Collection

#### 6
- In Memoriam, sextet for cor anglais, harp & string quartet (1916)
- Nonet (1930)
- Octet (1934)
- Threnody and Scherzo, octet in two movements (1936)
- Concerto for Flute, Oboe, Harp and String Quartet (1936)

### Piano

#### Piano solo
- Clavierstücke (Juvenilia) (1897-8)
- Piano Sonata, Op. 1 (1898)
- Piano Sonata in D minor (1900)
- Marcia Trionfale (1900)
- White Peace (Arranged by Ronald Stevenson 1907)
- Concert Valse in Eb (1910)
- Piano Sonata No. 1 (1910, revised 1917-20)
- Piano Sonata in F# minor (1910, revised, 1911, 1919 & 1921)
- Two Russian Tone-Pictures (1912)
- Nympholept (1912)
- Scherzo for Piano (1913)
- Toccata for Piano (1913)
- From the Mountains of Home (Arranged by Peter warlock) (1913)
- The Happy Forest (1914)
- In the Night (1914)
- Apple-Blossom-Time (1915)
- In a Vodka Shop (1915)
- The Maiden with the Daffodil (1915) )
- A Mountain Mood (1915)
- The Princess’s Rose Garden (1915)
- Sleepy-Head (1915)
- Winter Waters (1915)
- Dream in Exile (1916)
- Nereid (1916)
- On a May Evening (1918)
- A Romance (1918)
- The Slave Girl (1919)
- What the Minstrel Told Us (1919)
- Whirligig (1919)
- Piano Sonata No. 2 (1919, revised 1920)
- Burlesque (1920)
- Ceremonial Dance (1920)
- A Country-Tune (1920)
- A Hill Tune (1920)
- Lullaby (1920)
- Mediterranean (1920)
- Serpent Dance (1920)
- Water Music (1920)
- Piano Sonata in E flat (1921)
- Piano Sonata No. 3 (1926)
- Pæan (c.1928)
- Piano Sonata No. 4 (1932)
- A Legend (1935)
- Piano Sonata in B flat Salzburg (1937)
- O Dame get up and bake your pies (1945)
- Suite on the Name Gabriel Fauré (1945)
- Four Pieces for Piano (1947)
- Two Lyrical Pieces for Piano (1948)

### Dois pianos
- Fantasia for Two Pianos (1900)
- Festival Overture (Arrangement of orchestral work 1911)
- Moy Mell (1916)
- Mediterranean (Arranged for three hands by H. Rich 1920)
- Hardanger (1927)
- The Poisoned Fountain (1928)
- The Devil that tempted St Anthony (1928)
- Sonata for Two Pianos (1929)
- Red Autumn (1931)

### Música para Filme
- Malta, G. C. (1942)
- Oliver Twist (1948)

### Vocal

#### Coral
- Fatherland (Runeberg, tr. C. Bax) [tenor solo] (1907, revised 1934)
- A Christmas Carol (Anon.) [arranged for SATB by Hubert Dawkes] (1909)
- Enchanted Summer (Shelley) [two soprano solos] (1910)
- Variations sur ‘Cadet Rousselle’ (French trad.) [arranged by Max Saunders] (1918)
- Of a rose I sing a song (Anon.) [SATB, harp, cello, double bass] (1920)
- Now is the Time of Christymas (Anon.) [TB, flute, piano] (1921)
- Mater, ora Filium (Anon.) [SSAATTBB] (1921)
- This Worldes Joie (Anon.) [SATB] (1922)
- The Boar’s Head (Anon.) [TTBB] (1923)
- I sing of a maiden that is makeless (Anon.) [SAATB] (1923)
- To the Name above every Name (Crashaw) [soprano solo] (1924)
- St Patrick’s Breastplate (Anon.) [SATB] (1924)
- Walsinghame (Raleigh) [tenor, obbligato soparano) (1926)
- Lord, Thou hast told us (Washbourne) [hymn for SATB] (1930)
- The Morning Watch (Vaughan) [SATB] (1935)
- 5 Fantasies on Polish Christmas Carols (trans. Śliwiński) [unison trebles] (1942)
- 5 Greek Folksongs (trans. Michel-Dmitri Calvocoressi) [SATB] (1942)
- To Russia (Masefield) [baritone solo] (1944)
- Gloria [SATB] (1945)
- Nunc Dimittis [SATB] (1945)
- Te Deum [SATB] (1945)
- Epithalamium (Spenser) [SATB in unison] (1947)
- Magnificat [SATB] (1948)
- Happy Birthday to you (Hill) [arr. SATB] (1951)
- What is it like to be young and fair? (C. Bax) [SSAAT] (1953)

#### Canções com orquestra
- 2 Nocturnes [soprano] (1911)
- 3 Songs [high voice] (1914)
- Song of the Dagger (Strettell and Sylva) [bass] (1914)
- The Bard of the Dimbovitza (Strettel and Sylva) [mezzo-soprano] (1914, revised 1946)
- Glamour (O’Byrne) [high voice] (1921, orchestrated by Rodney Newton 1987)
- A Lyke-Wake (Anon.) [high voice] (1908, orchestrated 1934)
- Wild Almond (Trench) [high voice] (1924, orchestrated 1934)
- Eternity (Herrick) [high voice] (1934)
- O Dear! What can the matter be? (trad. arr. Bax)

#### Canções com câmara ensemble
- Aspiration (Dehmel) [arranged for high voice w/violin, cello, & piano] (1909)
- My eyes for beauty pine (Bridges) [high voice with string quartet] (c.1921)
- O Mistress mine (Shakespeare) [high voice with string quartet] (c.1921)

#### Canções com piano
- The Grand Match (O'Neill)  (1903)
- To My Homeland  (Gwynn)  (1904)
- A Celtic Song Cycle (Macleod)  (1904)
  - Eilidh my Fawn
  - Closing Doors
  - The Dark Eyes to Mine
  - A Celtic Lullaby
  - At the Last
- When We Are Lost  (Arnold Bax)  (1905)
- From the Uplands to the Sea  (Morris) (1905)
- Leaves, Shadows and Dreams  (Macleod)  (1905)
- In the Silence of the Woods  (Macleod) (1905)
- Green Branches  (Macleod)  (1905)
- The Fairies  (Allingham)  (1905)
- Golden Guendolen  (Morris)  (1905)
- The Song in the Twilight  (Freda Bax)  (1905)
- Mircath: Viking-Battle-Song  (Macleod)  (1905)
- A Hushing Song  (Macleod)  (1906)
- I Fear Thy Kisses Gentle Maiden  (Shelley)  (1906)
- Ballad: The Twa Corbies [recitation with piano]  ('Border Minstrelsy')  (1906)
- Magnificat  (St. Luke 1.46-55)  (1906)
- The Blessed Damozel  (Rossetti)  (1906)
- 5 Traditional Songs of France (1920)